# Военно-воздушные силы Родезии
Военно-воздушные силы Родезии — подразделение вооруженных сил Южной Родезии, а затем республики Родезия, существовавшее с 1935 по 1980 год. Включало в себя от транспортных подразделений до учебно-боевых, непосредственно принимавших участие в войне в Родезийском буше.

## История
Родезийские Военно-воздушные силы были первоначально сформированы в 1935 году под названием Southern Rhodesia Staff Corps Air Unit и служили в качестве территориальной единицы; первые регулярные военнослужащие с этим подразделением отправились в Великобританию для подготовки наземного персонала в 1936 году. Первые пилоты авиационного подразделения штаба корпуса Южной Родезии были выпущены 13 мая 1938 года. 19 сентября 1939 года, через две недели после того, как Великобритания объявила войну Германии, авиагруппа официально стала военно-воздушными силами Южной Родезии (SRAF).
Во время Второй Мировой войны, в январе 1940 года, вице-маршал Королевских ВВС Сэр Артур Харрис отчаянно нуждавшийся в обученном летном составе, обратился за помощью в Южную Родезию. Харрис был разочарован задержками с запуском станций плана подготовки ВВС Содружества в Канаде, Австралии, Новой Зеландии и Южной Африке. Родезийская авиационная Учебная Группа (RATG) создала авиационную инфраструктуру, подготовила 10 000 летчиков Содружества и союзников в период с 1940 по 1945 год.
SRAF была поглощена RAF в апреле 1940 года и переименована в 237-ю (Родезийскую) эскадрилью RAF. Эта эскадрилья, первоначально оснащенная Hawker Hart, участвовала в восточноафриканской кампании против итальянцев.
1 июня 1941 года появились женские вспомогательные воздушные службы Южной Родезии. Британской 44-й эскадрилье RAF и 266-й эскадрилье RAF также было присвоено название «(Родезия)» из-за большого количества родезийских летчиков и экипажей в этих частях. Родезийцы сражались на многих театрах Второй мировой войны, в том числе будущий премьер-министр Смит, Ян, который после того, как был сбит над Италией в тылу врага, смог избежать плена и вернуться в союзные войска. Каждый пятый родезийский лётчик был убит, став символом идеала «нации с оружием в руках», который только усилил белый национализм поселенцев, достигший своего апогея в 1960-х. гг. Королевские военно-воздушные силы Великобритании оставались до 1954 г. в Родезии, косвенно помогая Родезийской авиации, и многие летчики позже вернулись с молодыми семьями в качестве поселенцев.
В марте 1970 года, когда Родезия провозгласила себя республикой, приставка «Королевские» была убрана, и название сменилось на «Родезийские Военно-Воздушные Силы». Новая эмблема была принята в новых родезийских цветах зеленого и белого. Новый флаг ВВС был принят на вооружение 5 апреля 1970 года.
Когда в 1972 года Война в Южной Родезии перешла в более новую фазу, возраст самолетов, нехватка запасных частей и ухудшение показателей безопасности полетов стали проблемой для авиационного персонала. Резкая реорганизация союзников привела к тому, что Родезия все больше зависела от поддержки Южной Африки. В отличие от британской Южно-Африканской полиции и родезийской армии, летчики сил безопасности обладали навыками, востребованными другими правительствами и гражданскими авиакомпаниями, и ВВС изо всех сил старалась удержать у себя персонал.

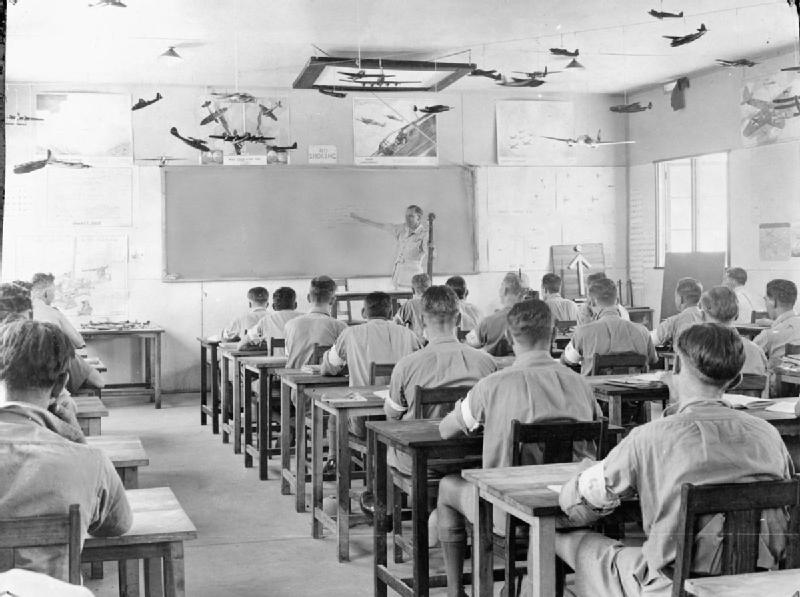
Подготовка летного состава Королевских ВВС в Родезии, 1943 год.

В июне 1979 года новым правительством Зимбабве-Родезия был изменён флаг ВВС, чтобы он мог соответствовать новому национальному флагу. Эмблема осталась без изменений.
В последний год Родезийской войны и первые несколько лет независимости Зимбабве на самолетах ВВС не было никаких национальных знаков отличия. Такое допускалось, пока самолет не вылетал за пределы страны.
После провозглашения независимости Зимбабве в апреле 1980 года ВВС были переименованы в ВВС Зимбабве, но продолжали использовать старую эмблему. Новый флаг ВВС сохранил светло-голубой фон и вместе с флагом Зимбабве с эмблемой ВВС в золотой на лету.

## Командующие
Вице-маршал авиации " Тед " Жаклин (1949—1961)
Вице-маршал авиации Бентли (1961—1965)
Вице-Маршал Авиации Гарольд Хокинс (1965—1968)
Маршал авиации Арчи Уилсон (1968—1973)
Маршал авиации Мик Макларен (1973—1977)
Маршал авиации Фрэнк Мусселл (1977)

## Военная техника

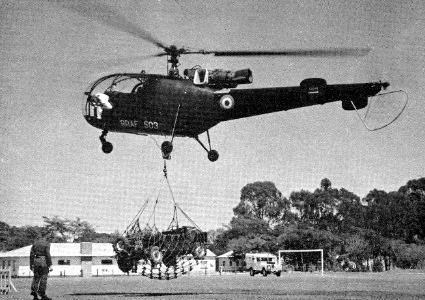
Aerospatiale SA316/319 Alouette III B Королевских Родезийских военно-воздушных сил, 1962 год.

| - Aermacchi AL60-B2L — «Trojan» - Aerospatiale SA316/319 Alouette III B - Agusta Bell 205A — «Cheetah» - Britten-Norman BN-A Islander - Canadair C.4 Argonaut - English Electric Canberra B.2 and T4 - De Havilland DH.82A Tiger Moth - De Havilland Vampire FB9 and T11 - Douglas Dakota | - Hawker Hunter FGA 9 - Hunting Pembroke C1 - Hunting Percival Provost T52 - North American Harvard - Reims Cessna FTB337G — «Lynx» - SIAI Marchetti SF 260 — «Genet» - Supermarine Spitfire Mk.22 - Douglas DC-7CF - Beech 95 C-55 Baron | - Cessna 421A - Hawker Hart - DH.89 Dragon Rapide - Hawker Audax Mk.1 - DH.85 Leopard Moth - Auster J-1 Autocrat - Avro Anson - Auster J-5 Aiglet |

- Aerospatiale Alouette II — шесть вертолетов, взятых у ВВС ЮАР, находившихся на вооружении с 1974 по 1980 год..
- Cessna 185 Skywagon — два гражданских самолета, южноафриканских ВВС, около 17 самолетов были взяты на вооружение в 1970-е годы.